# عباس کشاورز
عباس کشاورز (زادهٔ ۱ دی ۱۳۲۵) پژوهشگر، استاد دانشگاه و سیاست‌مدار ایرانی در حوزه کشاورزی و آب است. وی از چهره‌های مؤثر در تدوین اسناد ملی آب و امنیت غذایی ایران محسوب می‌شود و سابقهٔ سرپرستی وزارت جهاد کشاورزی (۱۳۹۸–۱۳۹۹) را در کارنامه دارد. عباس کشاورز پس از استعفای محمود حجتی و طی حکمی از طرف حسن روحانی به عنوان سرپرست وزارت جهاد کشاورزی منصوب شد.
عباس کشاورز با پیشینه آکادمیک قوی و سوابق حرفه‌ای گسترده، یکی از شخصیت‌های کلیدی در توسعه کشاورزی ایران است. فعالیت‌های او در مدیریت آب، تحقیقات علمی، و سیاست‌گذاری کشاورزی، به‌ویژه در زمینه آبیاری و توسعه پایدار، نقش مهمی در افزایش بهره‌وری و خودکفایی غذایی کشور داشته است
زندگینامه و تحصیلات
کشاورز در سال ۱۳۲۵ در ایران متولد شد. او تحصیلات خود را در رشته آبیاری و آبادانی در مقطع کارشناسی (۱۳۴۹) و کارشناسی ارشد (۱۳۵۸) در دانشکده کشاورزی دانشگاه تهران به پایان رساند.
سوابق علمی و پژوهشی
•  تألیف ۲۱ مقاله بین‌المللی، ۱۷ مقاله پژوهشی داخلی و ۱۵ مقاله کنفرانسی.
•  نگارش ۲۰ کتاب و مشارکت در تهیه ۳۱ جلد گزارش ملی آب کشور (مصوب هیئت دولت).
•  مشارکت در تدوین سند ملی امنیت غذایی و ۲۵ گزارش فنی-پژوهشی.
•  ثبت ۳ اختراع و دریافت جوایزی مانند جایزه گندم طلایی از ریاست جمهوری.
•  تدریس در مقطع کارشناسی ارشد دانشگاه تهران (۱۳۶۸–۱۳۷۶) و راهنمایی ۴ پایان‌نامه.
•  عضویت در نهادهای علمی بین‌المللی از جمله:
o  کمیته راهبردی مرکز تحقیقات بین‌المللی مناطق خشک (ICARDA)
o  برنامه جهانی آب (IWMI)
o  انجمن مهندسی کشاورزی آمریکا (ASAE) و آسیا (AAAE).
مسئولیت‌های اجرایی
1.  مقام‌های دولتی:
o  سرپرست وزارت جهاد کشاورزی (۱۳۹۸–۱۳۹۹)
o  معاون وزیر در امور زراعت، وزارت جهاد کشاورزی(۱۳۹۱–۱۳۹۹)
o  معاون وزیر و رئیس سازمان تحقیقات، آموزش و ترویج کشاورزی  (AREEO) (۱۳۷۶–۱۳۸۰)
o  رئیس مؤسسه تحقیقات فنی و مهندسی کشاورزی (۱۳۷۶–۱۳۸۸)
2.  پست‌های تخصصی:
o  رئیس گروه طرح جامع یکپارچه‌سازی آب (۱۳۸۸–۱۳۹۱)
o  رئیس هیئت مدیره شرکت مشاور آب و کشاورزی پایدار (۱۳۸۴–۱۳۸۷)
o  عضو شورای عالی آب کشور (۱۳۸۰–۱۳۸۵)
o  عضو کمیسیون آب شورای پژوهش‌های علمی کشور (۱۳۷۶–۱۳۸۰)
سایر فعالیت‌ها
•  تجدید ساختار سازمان تحقیقات و آموزش کشاورزی.
•  نماینده دائم وزارت جهاد کشاورزی در برنامه‌ریزی پنج‌ساله ملی.
•  عضویت در کمیته‌های برنامه‌ریزی توسعه کشور (برنامه‌های اول تا سوم).
جوایز و افتخارات
•  تقدیر به‌پاس نقش مؤثر در پژوهش‌های کشاورزی (جایزه گندم طلایی).
•  دریافت جایزه مقاله برتر در کنفرانس‌های ملی آب و خاک